# Остапченко Володимир Іванович
Володимир Іванович Остапченко (2 листопада 1923, місто Олександрія Кіровоградської області — 2 грудня 1996, місто Нікополь Дніпропетровської області) — український радянський діяч, 1-й секретар Нікопольського райкому КПУ Дніпропетровської області. Герой Соціалістичної Праці (22.12.1977). Кандидат в члени ЦК КПУ в 1976—1981 р. Член ЦК КПУ в 1981—1986 р.

## Біографія
Народився в родині робітників. Закінчив школу.
У 1941 році був призваний до Червоної армії і направлений до Сизранського військового училища. Після закінчення училища з 15 лютого 1942 року — на фронтах німецько-радянської війни. Служив командиром танку Т-34, командиром взводу 2-го танкового батальйону 42-ї (153-ї) гвардійської танкової бригади 11-ї гвардійської армії Західного, 3-го Білоруського фронтів.
Член ВКП(б) з жовтня 1943 року.
З 1945 по 1948 рік продовжував службу в армії у групі радянських окупаційних військ у Німеччині.
Після звільнення в запас у 1948 році приїхав до Дніпропетровської області і був призначений завідувачем загального відділу виконавчого комітету Синельниківської районної ради депутатів трудящих. Обирався секретарем районного комітету комсомолу.
У 1950—1952 роках заочно навчався у Дніпропетровській партійній школі, 1956 року закінчив Вищу партійну школу.
У 1955 році перейшов на партійну роботу. Був завідувачем відділу Токмаківського районного комітету КПУ, секретарем парткому Мирівської машинно-тракторної станції (МТС), другим секретарем Токмаківського районного комітету КПУ Дніпропетровської області.
У 1965—1987 роках — 1-й секретар Нікопольського районного комітету КПУ Дніпропетровської області.
Указом Президії Верховної Ради СРСР від 22 грудня 1977 року за видатні успіхи, досягнуті у Всесоюзному соціалістичному змаганні, виявлену трудову доблесть у виконанні планів та соціалістичних зобов'язань щодо збільшення виробництва та продажу державі зерна та інших продуктів землеробства у 1977 році Остапченку Володимиру Івановичу присвоєно звання Героя Соціалістичної Праці з врученням ордена Леніна та золотої медалі «Серп і Молот».
З 1987 року — на пенсії в місті Нікополі Дніпропетровської області.

## Звання
- гвардії лейтенант

## Нагороди
- Герой Соціалістичної Праці (22.12.1977)
- орден Леніна (22.12.1977)
- орден Жовтневої Революції (8.12.1973)
- орден Вітчизняної війни 1-го ст. (6.04.1985)
- орден Червоного Прапора (15.11.1944)
- орден Червоної Зірки (24.11.1943)
- орден «Знак Пошани» (30.04.1966)
- медалі